# Левково (Ленинградская область)
Левково — деревня в Алёховщинском сельском поселении Лодейнопольского района Ленинградской области.

## История
На плане западной части Лодейнопольского уезда, изданном в 1818 году, обозначена деревня Левекова:

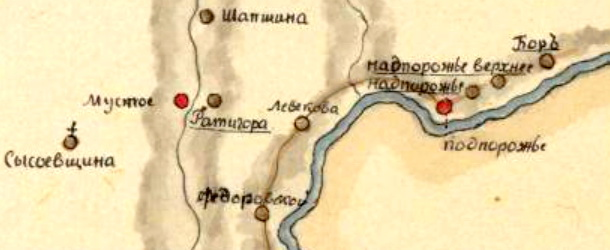
Деревня Левково на плане 1818 года

ЛЕВКОВА (РАТИГОРА) — деревня при колодцах, число дворов — 13, число жителей: 40 м. п., 37 ж. п.; Все чудь . (1879 год)

Сборник Центрального статистического комитета описывал её так:

ЛЕВКОВА — деревня бывшая владельческая при реке Ояти, дворов — 14, жителей — 76; Гончарный завод. (1885 год)

Деревня относилась к Подборской (Сюрьянской) волости.
Список населённых мест Олонецкой губернии:

ЛЕВКОВА — деревня при реке Ояти, население крестьянское: домов — 26, семей — 26, мужчин — 70, женщин — 75, всего — 145; некрестьянское: нет; лошадей — 27, коров — 42, прочего — 81, школа . (1905 год)

В конце XIX — начале XX века деревня административно относилась к Шапшинской волости 2-го стана Лодейнопольского уезда Олонецкой губернии.
С 1917 по 1922 год деревня входила в состав Ратигорского сельсовета Шапшинской волости Лодейнопольского уезда Олонецкой губернии.
С 1922 года в составе Ленинградской губернии.
С 1927 года в составе Оятского района. В 1927 году население деревни составляло 155 человек.
Согласно карте Ленинградской области Северо-западного аэрогеодезического треста ГГУ издания 1932 года деревня насчитывала 16 крестьянских дворов.
По данным 1933 года деревня называлась Лехково и входила в состав Ратигорского сельсовета Оятского района.
С 1939 года в составе Подборского сельсовета.

Деревня Левково на карте РККА 1940 года

С 1955 года в составе Лодейнопольского района.
В 1958 году население деревни составляло 58 человек.
По данным 1966, 1973 и 1990 годов деревня Левково также входила в состав Подборского сельсовета.
В 1997 году в деревне Левково Алёховщинской волости проживали 3 человека, в 2002 году — 2 человека (все русские).
В 2007, в 2010 и в 2014 годах в деревне Левково Алёховщинского СП проживал 1 человек.

## География
Деревня расположена в восточной части района на автодороге 41К-016 (Станция Оять — Плотично).
Расстояние до административного центра поселения — 31 км.
Расстояние до ближайшей железнодорожной станции Лодейное Поле — 80 км.
Деревня находится на правом берегу реки Оять.

## Демография
| 1879 | 1885 | 1905 | 1927 | 1961 | 1997 | 2007 |
| ---- | ---- | ---- | ---- | ---- | ---- | ---- |
| 77   | ↘76  | ↗145 | ↗155 | ↘59  | ↘3   | ↘1   |
| 2010 | 2014 | 2015 | 2016 | 2017 |      |      |
| →1   | →1   | →1   | →1   | →1   |      |      |

### Национальный состав
Согласно данным Всероссийской переписи населения 2021 года в деревне проживал 1 человек, русский.

## Инфраструктура
На 1 января 2014 года в деревне было зарегистрировано: хозяйств — 1, частных жилых домов — 9
На 1 января 2015 года в деревне зарегистрировано: хозяйств — 1, жителей — 1.